# Atmostat
Atmostat est une entreprise industrielle française des secteurs de l'énergie, de la défense et de l'aéronautique. Ces dernières années, l'entreprise a investi dans le secteur de l'énergie renouvelable et plus précisément la conversion d'électricité en gaz (power to gas) en développant des solutions de stockage d’énergie en utilisant le méthane de synthèse comme vecteur énergétique.

## Histoire
Atmostat est issue d’une entité née dans les années 1960 au sein de la Société d'études industrielles de Villejuif (SEIV). Au début des années 1990, elle intègre le groupe Alcen en tant que filiale.
En 2013, Atmostat s'associe au Laboratoire d'innovation pour les technologies des énergies nouvelles et les nanomatériaux du CEA Grenoble pour créer un laboratoire d'assemblage commun pour les réacteurs échangeurs baptisé « LACRE ». Les produits issus de ce laboratoire répondent au besoin d'intensification des procédés des marchés de l'énergie et de la chimie. Le LACRE a permis à Atmostat de développer un réacteur de méthanation « Méthamod »,, développé à partir de techniques de soudage diffusion ou de compression isostatique à chaud. La première unité de méthanation a été mise sur le marché dans le cadre du projet Jupiter 1000, projet coordonné par GRTgaz sur le port de Marseille pour stocker l’électricité sous forme de méthane.
Pour l'armée française, Atmostat a conçu les têtes d'ogive des missiles nucléaires et des réservoirs de carburants de satellites.

## Implantation
Atmostat a un site industriel à Villejuif en France.

## Produits
Atmostat fournit des systèmes de méthanation. Elle a développé un système de sondes pour l'aéronautique afin de remplacer les sondes Pitot qui se givraient facilement. Elle produit aussi des pièces de haute technologie pour l'industrie spatiale.